# Mahuka
Mahuka (hawaiisch für fliehen) in Walibi Rhône-Alpes (Les Avenières, Auvergne-Rhône-Alpes, Frankreich) ist eine Stahlachterbahn vom Modell Hot Racer des Herstellers Intamin, die am 15. Juni 2024 zum 45. Jubiläum des Parks eröffnet wurde.
Sie ist Teil des 2022 neu eröffneten Themenbereichs Exotic Island und ist die zweite Auslieferung des Modells nach Big Dipper im Luna Park (Sydney).
Die 600 m lange Strecke erreicht eine Höhe von 18 m und verfügt über drei Inversionen: einen Inside-Top-Hat, einen Korkenzieher und eine Heartline-Roll. Die Züge werden dabei über zwei Beschleunigungsstrecken auf 67 km/h beschleunigt.

## Züge
Mahuka besitzt zwei Züge mit jeweils neun Wagen besitzen. In jedem Wagen kann eine Person Platz nehmen.